# Denis Rusu
Denis Rusu (n. 2 august 1990, Chișinău, RSS Moldovenească, URSS) este un fotbalist moldovean, care joacă pe post de portar la Unirea Slobozia în SuperLiga României. Pe plan internațional, are prezențe la națională pentru Moldova U-21.

## Palmares
Zimbru Chișinău
- Cupa Moldovei (1): 2013–14
- Supercupa Moldovei (1): 2014